# Vagans
Der Vagans (lateinisch Vox vagans = die umherschweifende oder wandernde Stimme) bezeichnet in der mehrstimmigen Musik vom Ende des 15. bis in die zweite Hälfte des 16. Jahrhunderts eine zusätzliche Stimme, die einen vierstimmigen Satz auf fünf Stimmen erweitert (bei zwei Vagans-Stimmen auch zum sechsstimmigen Satz).

## Historischer Hintergrund
Nachdem bei den Musiktheoretikern der frühen Renaissance die Vierstimmigkeit als die ideale Mehrstimmigkeit angesehen wurde (Gioseffo Zarlino: perfettione dell’harmonia in seiner Schrift »Le istitutioni harmoniche«, Venedig 1558), galt eine Vergrößerung der Stimmenzahl prinzipiell als unzulässig, auch beispielsweise bei Glarean in seiner Veröffentlichung »Dodecachordon« (Basel 1547). In den erlaubten Ausnahmefällen wurde jedoch stets auf die Sonderstellung des Vagans hingewiesen.

## Renaissance-Zeit
Nach Aussage des Musikwissenschaftlers Othmar Luscinius (in seiner Schrift »Musurgia, seu praxis musicae«, Straßburg 1536) kann eine zusätzliche Stimme wie der Vagans nur bestehen, wenn sie sich in die Schlusswendungen (Klauseln) der anderen Stimmen geeignet einfügt. Die Außenseiterstellung des Vagans wird besonders deutlich in vollstimmigen Kadenzen von vierstimmigen Musikstücken, weil hier die vier Hauptstimmen meistens ihre angestammten melodischen Schlusswendungen ausführen und somit eine Zusatzstimme weniger Raum hat als in einem aufgelockerten Satz. Gute Beispiele hierfür finden sich in Johann Walters Werk »Geistliches Gesangbüchlein« (Wittenberg 1544). Diese Zusatzstimme muss aus Stimmführungsgründen jedoch meistens die Schlusswendung abändern und beispielsweise vom Leitton in die Quinte der Tonika abspringen; gelegentlich kommt hier auch ein Oktavsprung vor, so in Johann Walters sechsstimmigen Satz »Ascendo ad patrem meum«. Besonders häufig ist in derartigen stimmführungstechnischen Situationen die Führung des Vagans in die Tonika-Terz, durch welche die Kadenz der Hauptstimmen vom Quint-Oktav-Klang zum vollständigen Dreiklang ergänzt wird.
Es gibt jedoch keinen grundsätzlichen Unterschied zwischen dem Stimmumfang und der Bewegung des Vagans im Vergleich zu den Hauptstimmen. Am häufigsten kommt der Vagans als zweiter Tenor vor (Luscinius: »inter Tenor et Bassum«; oder bei Michael Praetorius in »Syntagma Musicum III«, Wolfenbüttel 1619: „der Vagans sei von den Alten im Sinne von Bariton verwendet worden“). Bei Andreas Ornitoparchus und Friedrich Beurhaus erscheint der Vagans in Zusammenhang mit Concordans, einer alten französischen Bezeichnung für den Bariton. Auch bei anderen Komponisten kommt eine als Vagans bezeichnete Stimme mehr in den tieferen Lagen vor, so in den fünfstimmigen Messen von Johannes Ockeghem oder in den Motetten von Johannes Regis. Die Bezeichnung des Vagans erscheint grundsätzlich nur in Mittel- und Nordeuropa; sie ist vor allem im deutschen Raum recht häufig und fehlt in italienischen Werken – hier wird diese Stimme Contra oder Bassus secundus oder Contratenor primus genannt. Dass die Einordnung des Vagans trotz seiner Bevorzugung des Bariton-Raums ziemlich frei war, zeigen die Symbola-Vertonungen von Caspar Othmayr (1547). Nur bei wenigen anderen Komponisten erscheint der Vagans in einer anderen Stimmlage und behält diesen Tonraum auch bei, so bei Thomas Stoltzer in seinem »Octo Tonorum Melodiae«, in dem stets die zweitoberste Stimme Vagans genannt wird.
Von manchen zeitgenössischen Musiktheoretikern wurde der Vagans als Nebensächlichkeit bezeichnet; dagegen spricht jedoch seine häufige Verwendung als Träger des Cantus firmus. Beispiele dafür sind von Johannes Ockeghem das Gloria seiner Messe »Fors seulement«, Werke von Adam von Fulda und Heinrich Finck sowie die vielen quodlibetartigen Liedsätze von Ludwig Senfl; hier bekam gerade der Vagans insofern eine Sonderstellung, als nur dieser eine Stimmbezeichnung trägt. Darüber hinaus wird der Vagans auch häufig als Kanonstimme eingesetzt, so bei Arnolt Schlick in zwei Sätzen aus seinen Orgelstücken zur Krönung von Kaiser Karl V. (1520) und in den sechsstimmigen Sätzen aus dem Magnificat octo tonorum von Johann Walter (1557). In der letztgenannten Komposition werden oft zwei Vagantes als Cantus-firmus-Kanons verschiedener Stimmlagen gekoppelt. Bei Johann Walter ist somit ein Vagans nicht nur die Bezeichnung für die fünfte Stimme, sondern überhaupt für jede Zusatzstimme. In dem zweiten Band der Walter-Gesamtausgabe gibt es einen Vagans in der Tenorlage, einen Vagans Secundus Discantus, einen Vagans in der Altlage, einen Vagans Secundus Bassus usw.

## Spät-Renaissance
In der zweiten Hälfte des 16. Jahrhunderts kam die Bezeichnung Vagans außer Gebrauch; stattdessen wurde allgemein die aus Südeuropa bekannte numerische Stimmbezeichnung üblich. Nachdem das Ideal der strengen Vierstimmigkeit in den Hintergrund getreten war und jede Anzahl von Stimmen, je nach Komposition, besonders in der vielstimmigen Mehrchörigkeit, die gleiche Berechtigung hatte, gab es keine überzählige Stimme mehr. Als Gegenbeispiel existiert hierzu aus der Übergangszeit die doppelchörige Motette »Laudate Dominum« von Jacob Handl aus dem Jahr 1586 mit den Bezeichnungen Cantus I, Cantus II, Alt, Tenor und Bass im ersten Chor und Cantus, Alt, Tenor, Vagans und Bass im zweiten Chor.